# 援中路
援中路（Yuanzhong Rd.）為高雄市楠梓區的東西向道路，起端為援中路二巷，末端為楠海路。全線路段為後勁溪沿岸道路。

## 行經行政區域
- 楠梓區

## 沿線設施
（由東至西）
- 大樹連鎖藥局楠梓藍田店
- 益群橋
- 右昌教會敬拜中心
- 高大美杏生醫院
- 高雄市立楠梓足球場
- 農田水利署高雄管理處楠梓工作站
- 7-ELEVEN德中門市
- 援中抽水站

## 公共自行車
- 高雄市公共自行車租賃系統：
  - 援中大學東路口：援中路/大學東路(東南側)
  - 援中大學十七街口：援中路/大學十七街(東北側)
  - 援中德中路口(西南側)：德中路8號(西南側)

## 相關連結
- 高雄市主要道路列表